# Confederação do Desporto de Portugal
A Confederação do Desporto de Portugal é uma organização não governamental desportiva de Portugal. Foi estabelecida a 26 de janeiro de 1993 sob a designação Aliança do Desporto Federado, tendo como primeiro presidente Luís Fernando Almeida dos Santos. A 10 de agosto de 1993 é designada sob o nome atual.